# 20th Century Masters - The Millennium Collection: The Best of Jackyl
20th Century Masters - The Millennium Collection: The Best of Jackyl è un album raccolta dei Jackyl pubblicato nel 2003 per la Geffen Records.

## Tracce
1. I Stand Alone (Dupree) 3:57
2. Dirty Little Mind (Dupree) 3:30
3. Down on Me (Dupree) 4:01
4. When Will It Rain (Dupree) 4:34
5. Redneck Punk (Honeycutt, Worley) 3:39
6. The Lumberjack (Dupree) 3:32
7. Push Comes to Shove (Dupree) 3:05
8. Headed for Destruction (Dupree) 5:11
9. I Could Never Touch You Like You Do (Dupree) 3:49
10. Secret of the Bottle (Dupree, Dupree) 5:26
11. Rock-A-Ho (Dupree, Worley, Worley) 3:42

## Formazione
- Jesse Dupree - voce, motosega
- Jimmy Stiff - chitarra
- Jeff Worley - chitarra
- Thomas Bettini - basso
- Chris Worley - batteria